# Ricardo Frione
Ricardo Alberto Frione (Montevideo, 7 febbraio 1911 – Milano, 11 marzo 1986) è stato un calciatore e allenatore di calcio uruguaiano con cittadinanza italiana, di ruolo centrocampista.
Era fratello del calciatore Francesco Frione.

## Biografia
Ricardo Frione il primo uruguaino a giocare per l'Ambrosiana Inter all'epoca. Era un attaccante spregiudicato che ha continuato la sua carriera giocando per numerose altre squadre italiane, tra cui  Sanremese, Cosenza, Salernitana e Biellese. Nel 1931, aveva iniziato a giocare nel Wanderers quando aveva 20 anni e nel 1932 si trasferì a Milano per giocare per l'Inter.

## Statistiche

### Presenze e reti nei club
| Stagione        | Club              | Campionato | Campionato | Campionato |
| Stagione        | Club              | Comp       | Pres       | Reti       |
| --------------- | ----------------- | ---------- | ---------- | ---------- |
| 1931-1932       | Wanderers Artigas | ?          | ?          | ?          |
| 1932-1933       | Ambrosiana-Inter  | A          | 1          | 1          |
| 1933-1934       | Sanremese         | B          | ?          | ?          |
| Totale carriera | Totale carriera   |            | 1          | 2          |

## Palmarès

### Giocatore

#### Competizioni nazionali
- Serie C: 2

Salernitana: 1937-1938
Parma: 1942-1943
- Prima Divisione: 1

Sanremese: 1934-1935 (girone D)